# Dubh Lighe
Dubh Lighe är ett vattendrag i Storbritannien.   Det ligger i kommunen Highland och riksdelen Skottland, i den nordvästra delen av landet, 700 km nordväst om huvudstaden London.